# Tomás Ó Criomhthain
Tomás Ó Criomhthain, född 1856 på ön An Blascaod Mór, död 1937 på samma ö, var en fiskare som på äldre dagar även blev en känd irisk författare. Hans bok An t-Oileánach räknas till ett av de mest betydande verken i den iriska litteraturen under 1900-talet.

## Författare
Ó Criomhtain föddes år 1856 på den karga ön An Blascaod Mór utanför Dún Chaoin på Dinglehalvön i sydvästra Irland. Ön var fullständigt irisktalande liksom det intilliggande fastlandet som fortfarande idag är ett av få områden på Irland där iriska lever kvar som det allmänna språket. I början på 1900-talet kom flera forskare till An Blascaod Mór för att studera såväl öns arkaiska livsstil som dess dialekt och en av dessa forskare, Brian Ó Ceallaigh, övertalade Ó Criomthain att skriva ned sitt liv. Mellan åren 1918 till 1923 skrev Ó Criomthain sin första bok i form av betraktelser av öns vardagsliv. Boken publicerades år 1928 under titeln Allagar na hInise och översattes snabbt till engelska under titeln Island Cross-Talk. Året därpå publicerades Ó Criomthains nästa bok, hans självbiografi An t-Oileánach (öbon). Boken blev mycket uppmärksammad och översattes till flera europeiska språk, på svenska under titeln Karg kust. Boken har haft en stark inverkan på den iriska litteraturen och givits ut i flera upplagor både på iriska och på engelska (under titeln The Islandman).

## Familj
Som var brukligt på tiden kom Ó Criomhthain från en stor familj, gifte sig ung och hade tio barn, av vilka flera dog innan de nådde vuxen ålder.